# 哈斯利貝格

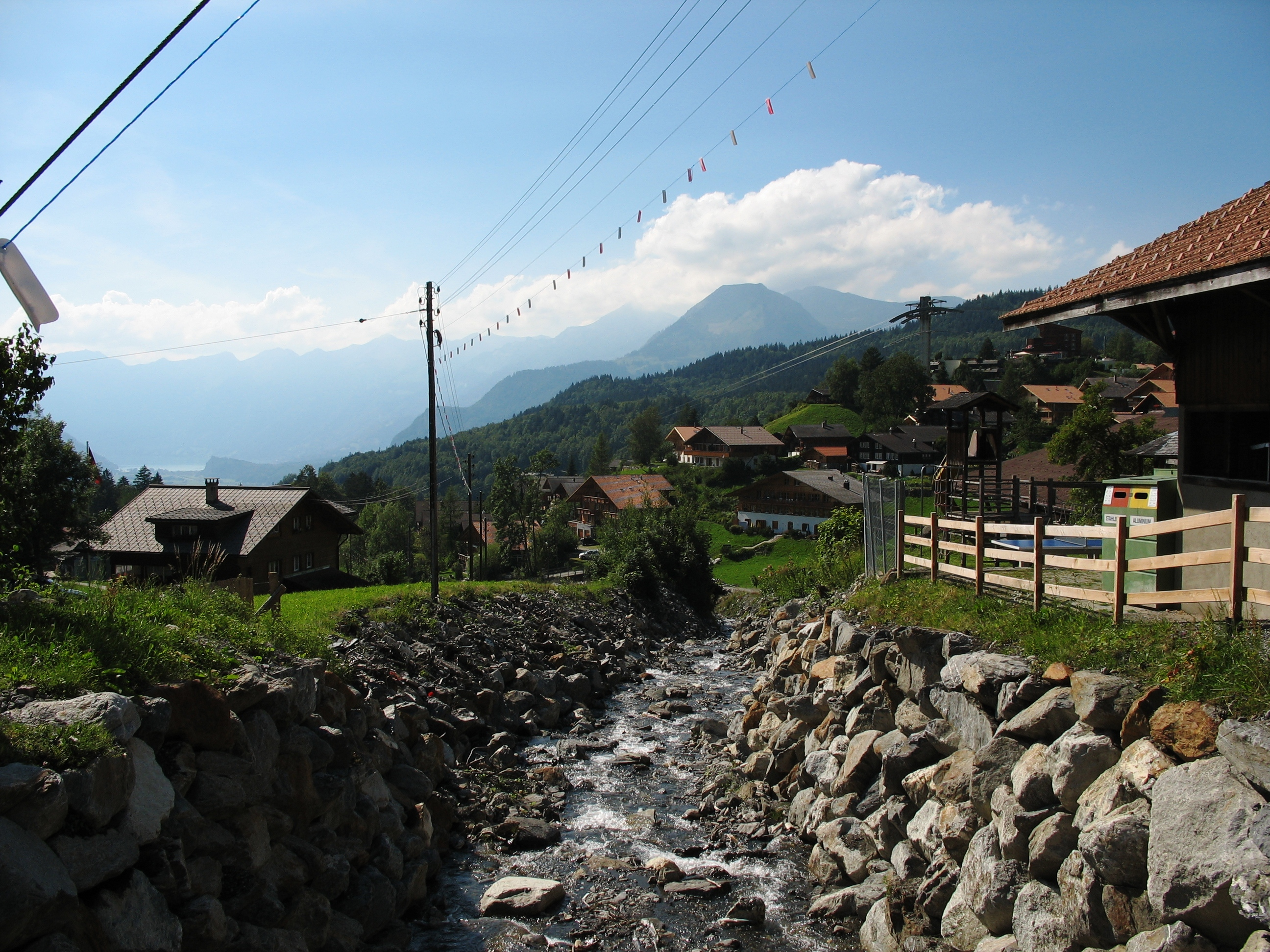

哈斯利貝格是瑞士的城鎮，位於該國中西部，由伯恩州負責管轄，面積41.74平方公里，海拔高度1,082米，2011年人口1,236，人口密度每平方公里30人。

## 外部連結
- http://www.hasliberg.ch（页面存档备份，存于） - official site